# Йохан I (Насау)
Йохан I фон Насау-Диленбург (на немски: Johann I von Nassau-Dillenburg; * ок. 1339; † 4 септември 1416, Херборн) е от 1350 до 1416 г. 66 години граф на Насау-Диленбург.
Той е син на граф Ото II фон Насау-Диленбург († 1351) от род Насау-Зиген и на Аделхайд фон Вианден († 1376), дъщеря на граф Филип II фон Вианден и съпругата му Аделхайд фон Арнсберг. Той наследява баща си на 11 години. През 1386 г. получава графство Диц.

## Фамилия
През 1357 г. Йохан се жени за Маргарета фон Марк († 1409), дъщеря на граф Адолф II фон Марк. Те имат децата:
- Адолф (1362 – 1420), граф на Насау-Диленбург (1416 – 1420)
- Йохан II (1399 – 1448)
- Енгелберт I (1380 – 1442), граф на Насау-Диленбург (1420 – 1442)
- Йохан III (1398 – 1433)
- Маргарета (* 1370), ∞ граф Хайнрих VII фон Валдек-Ландау († сл. 1442 или 1444)
- Хайнрих († сл. 1401)